# Cabana Colony
Cabana Colony ist  ein census-designated place (CDP) im Palm Beach County im US-Bundesstaat Florida mit 2460 Einwohnern (Stand: 2020). 

## Geographie
Cabana Colony grenzt direkt an Palm Beach Gardens und liegt rund 15 km nördlich von West Palm Beach. Der CDP wird von der Florida State Road 811 tangiert.

## Demographische Daten
Laut der Volkszählung 2010 verteilten sich die damaligen 2391 Einwohner auf 861 Haushalte. Die Bevölkerungsdichte lag bei 2043,6 Einw./km². 78,9 % der Bevölkerung bezeichneten sich als Weiße, 9,7 % als Afroamerikaner, 0,6 % als Indianer und 4,2 % als Asian Americans. 4,0 % gaben die Angehörigkeit zu einer anderen Ethnie und 2,5 % zu mehreren Ethnien an. 13,1 % der Bevölkerung bestand aus Hispanics oder Latinos.
Im Jahr 2010 lebten in 32,7 % aller Haushalte Kinder unter 18 Jahren sowie 21,1 % aller Haushalte Personen mit mindestens 65 Jahren. 67,2 % der Haushalte waren Familienhaushalte (bestehend aus verheirateten Paaren mit oder ohne Nachkommen bzw. einem Elternteil mit Nachkomme). Die durchschnittliche Größe eines Haushalts lag bei 2,67 Personen und die durchschnittliche Familiengröße bei 3,17 Personen.
26,0 % der Bevölkerung waren jünger als 20 Jahre, 27,2 % waren 20 bis 39 Jahre alt, 31,9 % waren 40 bis 59 Jahre alt und 15,1 % waren mindestens 60 Jahre alt. Das mittlere Alter betrug 38 Jahre. 49,7 % der Bevölkerung waren männlich und 50,3 % weiblich.
Das durchschnittliche Jahreseinkommen lag bei 46.743 $, dabei lebten 14,9 % der Bevölkerung unter der Armutsgrenze.